# Wilhelm Garncarczyk

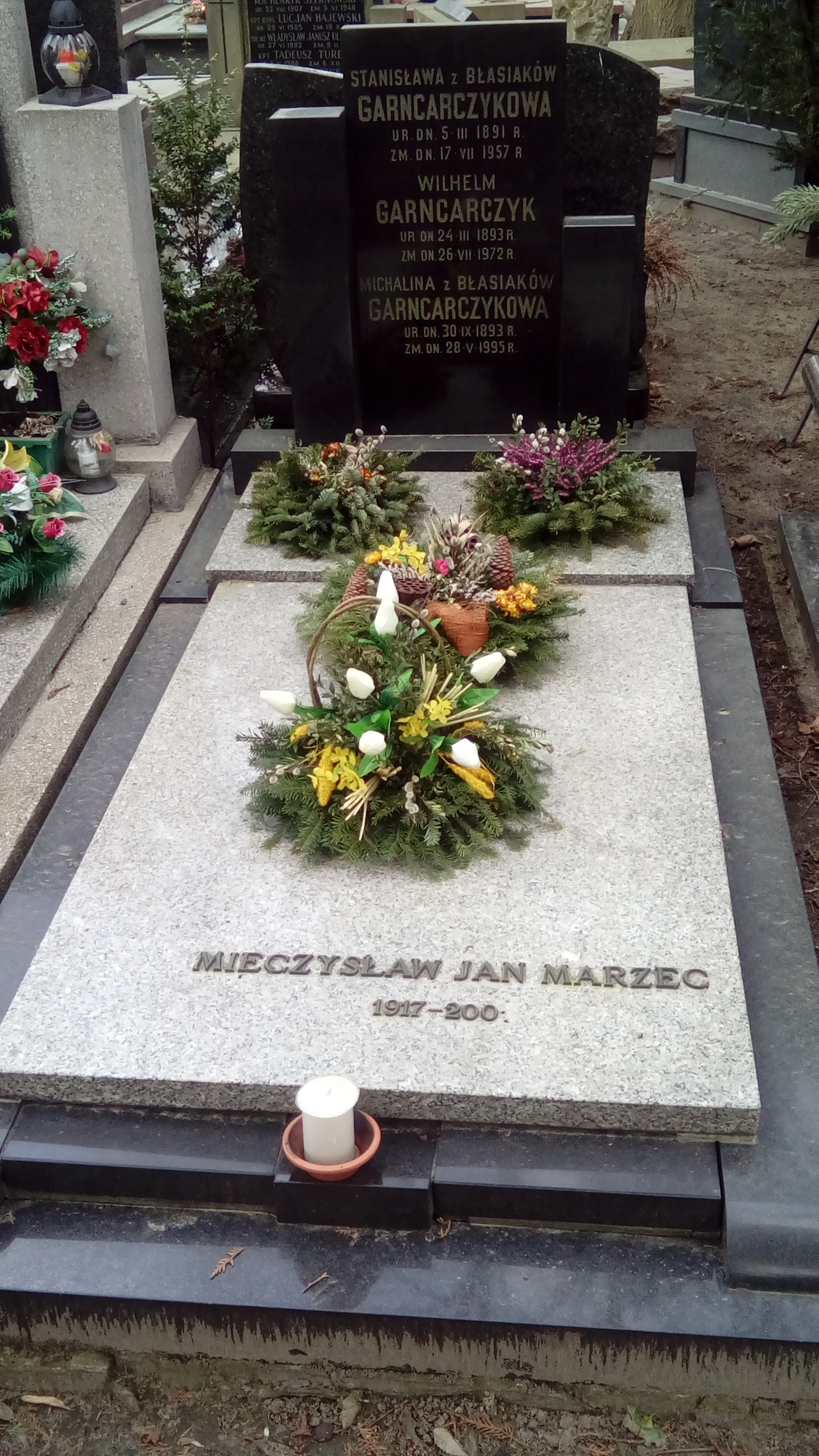
Grób Stanisławy i Willhelma Gancarczyków na Cmentarzu wojskowym na Powązkach

Wilhelm Garncarczyk (ur. 24 marca 1893 w Sosnowcu, zm. 26 lipca 1972 w Warszawie) – działacz ludowy i komunistyczny, przewodniczący konspiracyjnej Wojewódzkiej Rady Narodowej (WRN) w Kielcach, wiceminister oświaty w pierwszym rządzie Józefa Cyrankiewicza i wiceprzewodniczący Zarządu Głównego ZBoWiD, prezes Związku Ochotniczych Straży Pożarnych, członek Ogólnopolskiego Komitetu Frontu Jedności Narodu w 1958 roku.

## Życiorys
W 1912 za działalność społeczno-polityczną wywieziony na Syberię. W 1915 zmobilizowany do armii carskiej, ukończył szkołę felczerską. W okresie rewolucji październikowej w 1917 pełnił funkcję przewodniczącego Komitetu Żołnierskiego Korpusu, następnie wstąpił do Armii Czerwonej i był członkiem Rady Delegatów Żołnierskich Irkuckiego Okręgu Wojskowego, a jednocześnie członkiem Irkuckiej Gubernialnej Rady Delegatów Żołnierskich i Robotniczych. Po zdemobilizowaniu w 1918 podjął pracę w szkolnictwie. Do Polski powrócił w sierpniu 1922.
Do 1942 był kierownikiem wielu szkół na Kielecczyźnie, głównie w Miechowskim. W tym czasie związał się z ruchem ludowym – prowadził działalność społeczno-polityczną i oświatową, głównie wśród młodzieży chłopskiej. W okresie okupacji hitlerowskiej należał do Tajnej Organizacji Nauczycielskiej i był jej inspektorem na powiat kielecki. Od 1943 działał w prokomunistycznym SL „Wola Ludu”. W marcu 1944 na wniosek Stronnictwa Ludowego Wola Ludu został dokooptowany do Krajowej Rady Narodowej. Później przeszedł do Stronnictwa Ludowego. W lipcu 1944 został wybrany przewodniczącym konspiracyjnej kieleckiej WRN. Funkcję tę pełnił także po wyzwoleniu, początkowo w Kielcach, następnie w Warszawie. W marcu 1947 został mianowany wiceministrem oświaty. W 1949 objął stanowisko wiceprzewodniczącego ZBoWiD.
Odznaczony Orderem Sztandaru Pracy I klasy, Krzyżem Komandorskim Orderu Odrodzenia Polski (1946), Orderem Krzyża Grunwaldu III klasy, Medalem 10-lecia Polski Ludowej (26 marca 1955) i Krzyżem Partyzanckim.
Pochowany na cmentarzu Powązki Wojskowe w Warszawie w kwaterze A30-6-10.